# Молитвено правило Светог Серафима Саровског
Молитвено правило Светог Серафима, који је боловао од водене болести, чита се ујутру, пре сваког обеда и навече. Састоји се из молитве „Оченаш“ (три пута), молитве „Богородице дјево“ (исто три пута) и молитве која се зове Симбол вере, у којој исповедамо православну веру.
Св. Серафим је говорио да ће се свако ко чита ове молитве спасти, с обзиром да су те молитве одиста важне. Прва молитва је важна зато што ју је донео сам Господ, друга — зато што ју је донео с неба Св. Богородици , мати Божијој , Св. архангел Гаврило, а трећа — зато што открива право значење вере православне.
Верује се да је Пресвета Дјева завештала Светом Серафиму и свим православним људима ово кратко молитвено правило; и да је након обзнане овог правила међу верницима свети Серафим излечен од своје болести.
За неке ауторе је могуће држећи се овог правила достићи меру хришћанског савршенства.
| „ | У духовном животу, као што то бива и у телесном, треба се држати начела поступности — ићи постепено, налагати лакше, па кад се олакша теже подвиге и обавезе. Чинити то онако како указује Апостол Павле, који вели да почетнике треба хранити блажом храном, а кад узрасту и ојачају, онда тврдом. Тако дакле, треба поступати и у молитвеном правилу — почети са малим, а кад се оно утврди и пређе у навику, онда додати још мало и тако редом док се не дође до потпуног одређеног за одрасле. | ” |

—Преподобни Патријарх Павле, цитирајући Апостола Павла

## Молитве и поуке из правила
Као што је већ напоменуто правило се састоји из три молитве од којих се прве две понављају три пута.
Свети Серафим вели: „Уставши од сна, нека (сваки) хришћанин стане пред свете иконе и прочита: Оченаш, Богородице дјево и Символ вере.“

### „Оченаш“
Оченаш је главна молитва у хришћанству, дата од самог Исуса Христа. Записана је и у Библији. Верује се да је ову молитву дао Сам Господ, она је образац свих молитава.
Ова молитва је у част Пресвете Тројице.
- На српском језику гласи:

Оче наш који си на небесима,
да се свети име твоје;
да дође царство твоје;
да буде воља твоја и на земљи као на небу.
Хљеб наш насушни дај нам данас;
и опрости нам дугове наше као и ми што опраштамо дужницима својим;
и не уведи нас у искушење,
но избави нас од злога.
Јер је твоје царство и сила и слава, Оца и Сина и Светога Духа, сада и увијек и у вјекове вијекова. Амин.

### Богородице дјево
Богородице дјево је краћа хришћанска, православна молитва. Садржи речи које је Архангел Гаврило упутио Пресветој Дјеви Марији. Тај дан се слави као празник Благовести 7. априла.
Како пише у Светом писму, „у шести месец послан би од Бога анђео Гаврило у град галилејски по имену Назарет, девојци зарученој за мужа по имену Јосиф из дома Давидова; девојци беше име Марија.“
Када је ушао код Пресвете Дјеве Марије, анђео јој је рекао: „Радуј се, благодатна! Господ је с тобом, благословена си ти међу женама!“
Кад је Марија то чула уплашила се од речи његове помишљајући овако: „Какав би ово био поздрав?!“
Архангел јој рече: „Не бој се Марија, јер си нашла благодат у Бога! И ево зачећеш и родићеш сина, и наденућеш му име Исус. Он ће бити велики, и назваће се син Вишњега, и даће му Господ Бог престо Давида оца његова; и цароваће над домом Јаковљевим довека, и царству његовом неће бити краја“.
Марија се после запитала како ће то бити кад она не зна за мужа. Арханђел Гаврило јој рече да ће Дух Свети доћи на њу, и да ће је сила Вишњега осенити — те да ће зато оно што ће се родити бити свето и назваће се Син Божији.
- Молитва „Богородице дјево“ на српском језику гласи:

Богородице дјево,
радуј се благодатна Маријо,
Господ је с тобом;
благословена си ти међу женама,
и благословен је Плод утробе Твоје,
јер си родила Спаситеља душа наших. Амин.

### Симбол вере
Симбол вере представља кратко и сажето исповедање хришћанске вере. Овај симбол је донет на Никејском сабору, а допуњен на Цариградском сабору.
Иако се зове „симбол“, садржи у себи укратко све спасоносне догмате хришћанске вере.
- Симбол вере гласи:

Верујем у једнога Бога Оца, Сведржитеља, Творца неба и земље и свега видљивог и невидљивог.
И у једнога Господа Исуса Христа, Сина Божијег, Јединородног, од Оца рођеног пре свих векова; Светлост од Светлости, Бога истинитог од Бога истинитог; рођеног, а не створеног, једносуштног Оцу, кроз Кога је све постало;
Који је ради нас људи и ради нашег спасења сишао с небеса, и оваплотио се од Духа Светога и Марије Дјеве, и постао човек;
И Који је распет за нас у време Понтија Пилата, и страдао и био погребен;
И Који је васкрсао у трећи дан, по Писму;
И Који се вазнео на небеса и седи са десне стране Оца;
И Који ће опет доћи са славом, да суди живима и мртвима, Његовом царству неће бити краја.
И у Духа Светога, Господа, Животворнога, Који од Оца исходи, Који се са Оцем и Сином заједно поштује и заједно слави, Који је говорио кроз пророке.
У једну, свету, саборну и апостолску Цркву.
Исповедам једно Крштење за опроштење грехова.
Чекам васкрсење мртвих.
И живот будућега века.
Амин.

### 
Након што изврши правило, побожник треба да се бави својим уобичајеним послом. А, док ради у кући или путује, где год да се налази, нека тихо изговара Исусову молитву (Господе Исусе Христе, Сине Божији, помилуј ме грешног.) Ако се налази у друштву — породице или пријатеља — нека само изговара у себи: „Господе помилуј!“, до ручка. Пред ручак треба поново прочитати правило и онда поново пред починак.
Битно је напоменути да је светитељ имао своје монашко правило које је познато/(http://wwww.onlineriznica.hostoi.com/Tekstovi/Serafim%20Sarovski-Kelijno%20molitveno%20pravilo.pdf%5B%5D) а са благословом свако по својој снази може да чита.